# Hamashita Takeshi
Hamahita Takeshi, né en 1943, historien japonais, et le professeur de la faculté des lettres de l'Université de Ryukoku. 

## Biographie
Il a fait ses études à la faculté des lettres de l'Université de Tokyo. Il est diplômé au cours post universitaire de cette même université en 1978.
Il a enseigné à l’institue de culture orientale de l'Université de Tokyo comme professeur (au début comme professeur associé), après avoir enseigné à l'Université Hitotsubashi.
Il a analysé l'histoire asiatique comme une région unique sous un nouveau angle. Il a également réalisé beaucoup d'études remarquables. Il a aussi contribué à la formation de chercheurs en Asie du Sud-Est. 
Il s’applique principalement à l’étude chinoise, mais son étude fait l'objet de phénomènes internationaux, comme « le réseau des commerçants chinois en Asie du Sud-Est », et « un système de commerce tributaire ». 

## Distinction
- Prix de la culture asiatique de Fukuoka en 2006